# Pavilhão do carro fúnebre de Santos-Dumont
O pavilhão do carro fúnebre de Santos-Dumont foi uma atração turística localizada na cidade brasileira do Guarujá que abrigava o Chevrolet Ramona fabricado em 1929 que serviu como carro fúnebre e conduziu o corpo do aviador brasileiro Alberto Santos-Dumont, quando este cometeu suicídio no Grand Hôtel La Plage, no Guarujá, no dia 23 de julho de 1932, o hotel foi demolido e hoje é o Shopping La Plage.

## Modelo
O modelo de Chevrolet Ramona que conduziu o corpo de Santos-Dumont foi feito com 70% de madeira e possui um motor de seis cilindros.

## Percurso
No dia do funeral de Santos-Dumont, o carro fúnebre passou pela Avenida Puglisi seguindo até a balsa da travessia Santos–Guarujá, em direção à cidade de São Paulo, que depois seguiu para o estado do Rio de Janeiro, onde foi sepultado.

## Exposição
O carro fúnebre ficava exposto na cidade do Guarujá, no litoral paulista, mais precisamente num pavilhão construído para abrigá-lo no canteiro central da Avenida Puglisi. À sua frente estava o pavilhão da Maria Fumaça, com o qual fazia par. Além do fato histórico em si, o modelo de Chevrolet Carmona é uma raridade e contêm inúmeros detalhes. Contudo, no ano  foi retirado do local pela prefeitura em 2017 sem maiores explicações e conduzido para a garagem da prefeitura.

## Galeria

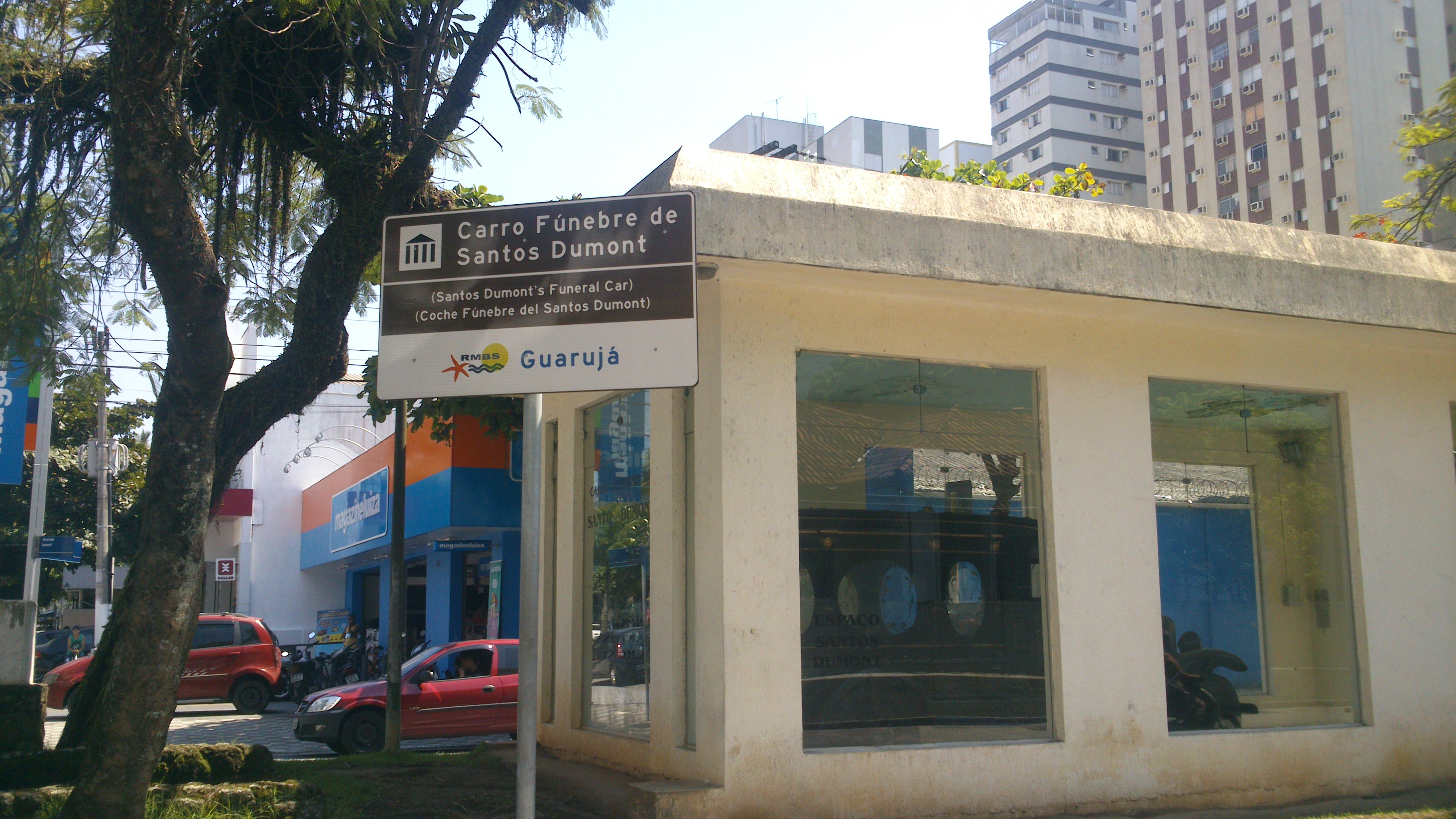
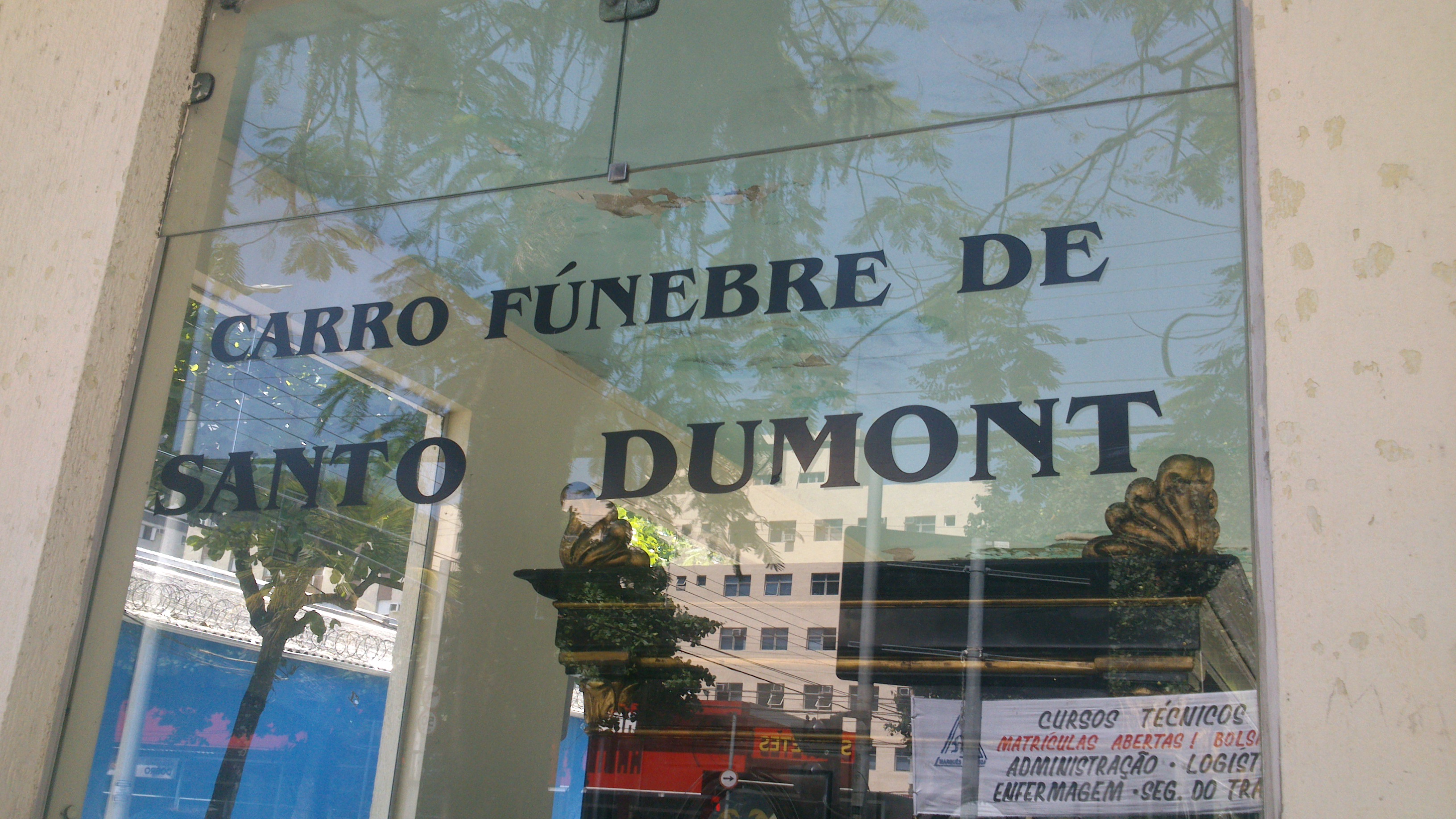
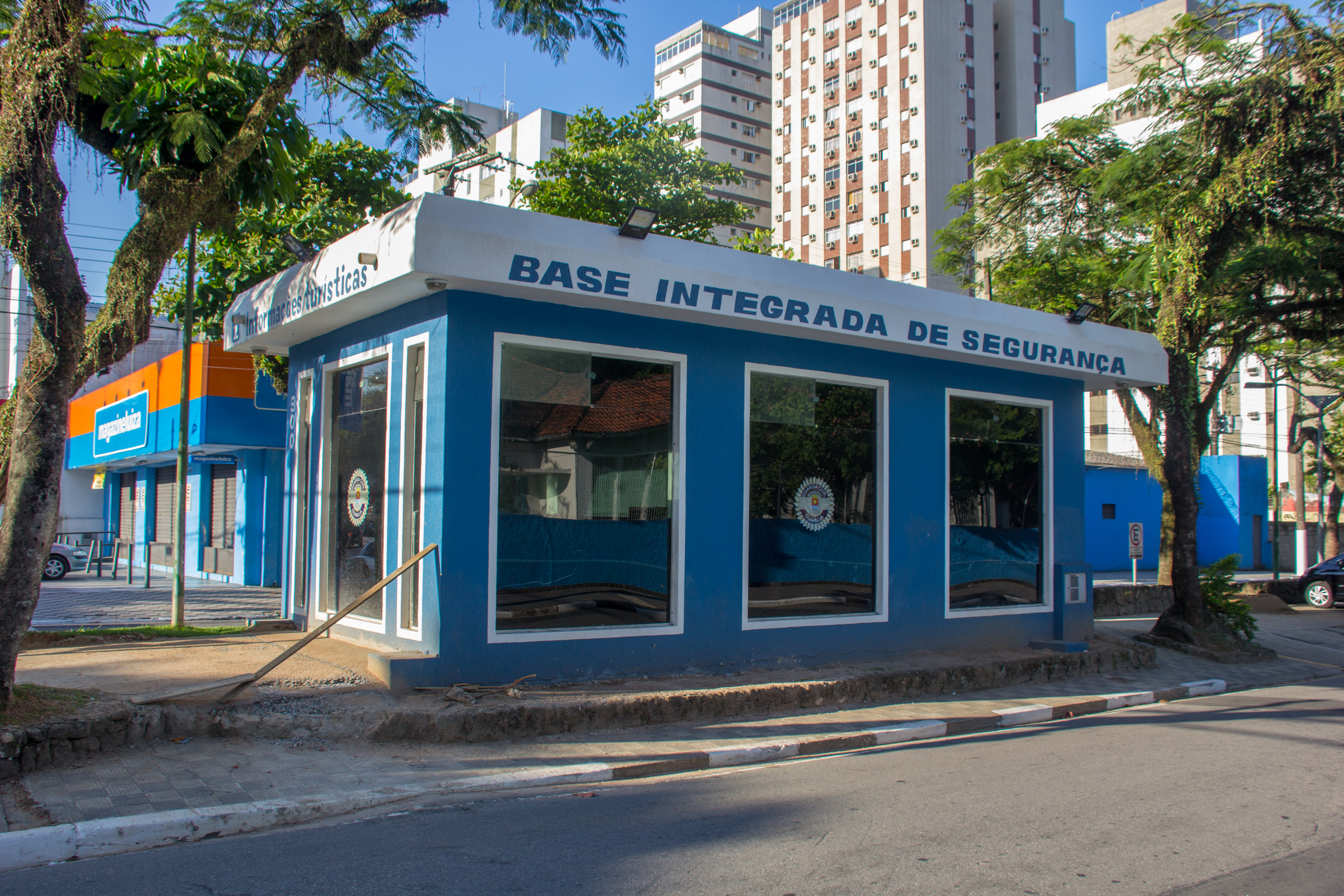
Desde 2017, o então prefeito optou por remover o pavilhão que fazia par simétrico com o pavilhão da Maria Fumaça para instalar uma base policial